# Holsteinische Schweiz

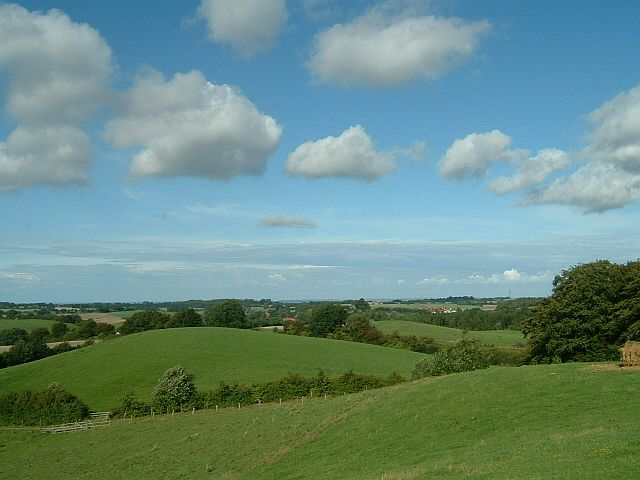
Zicht vanaf de Bungsberg

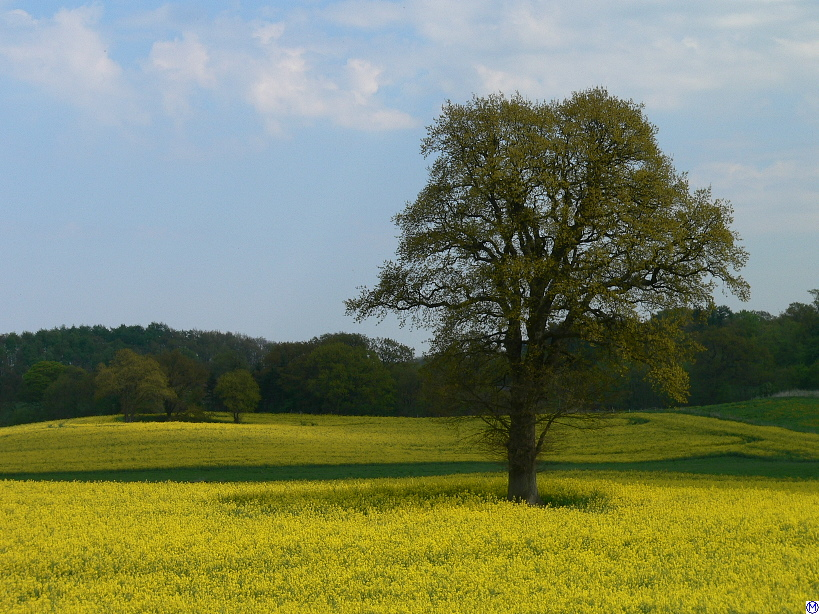
Bloeiend koolzaadveld in het district Plön

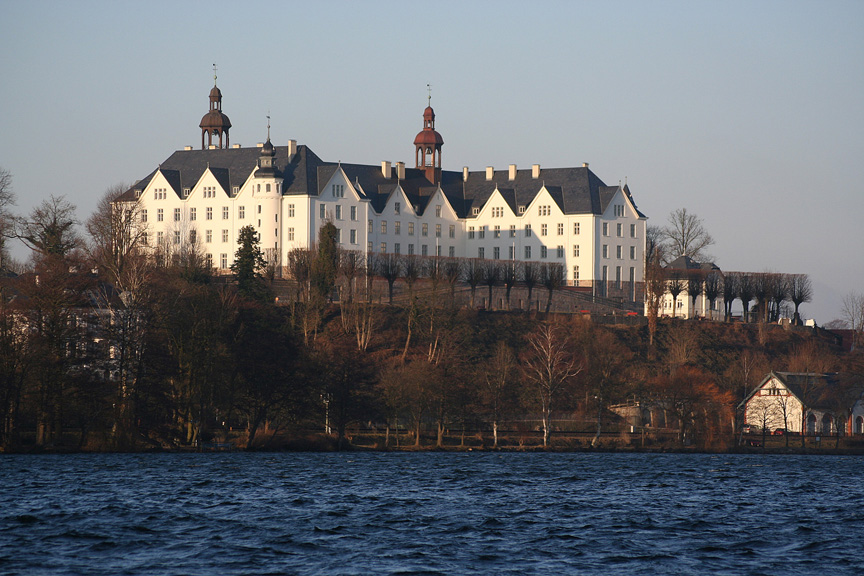
Kasteel van Plön

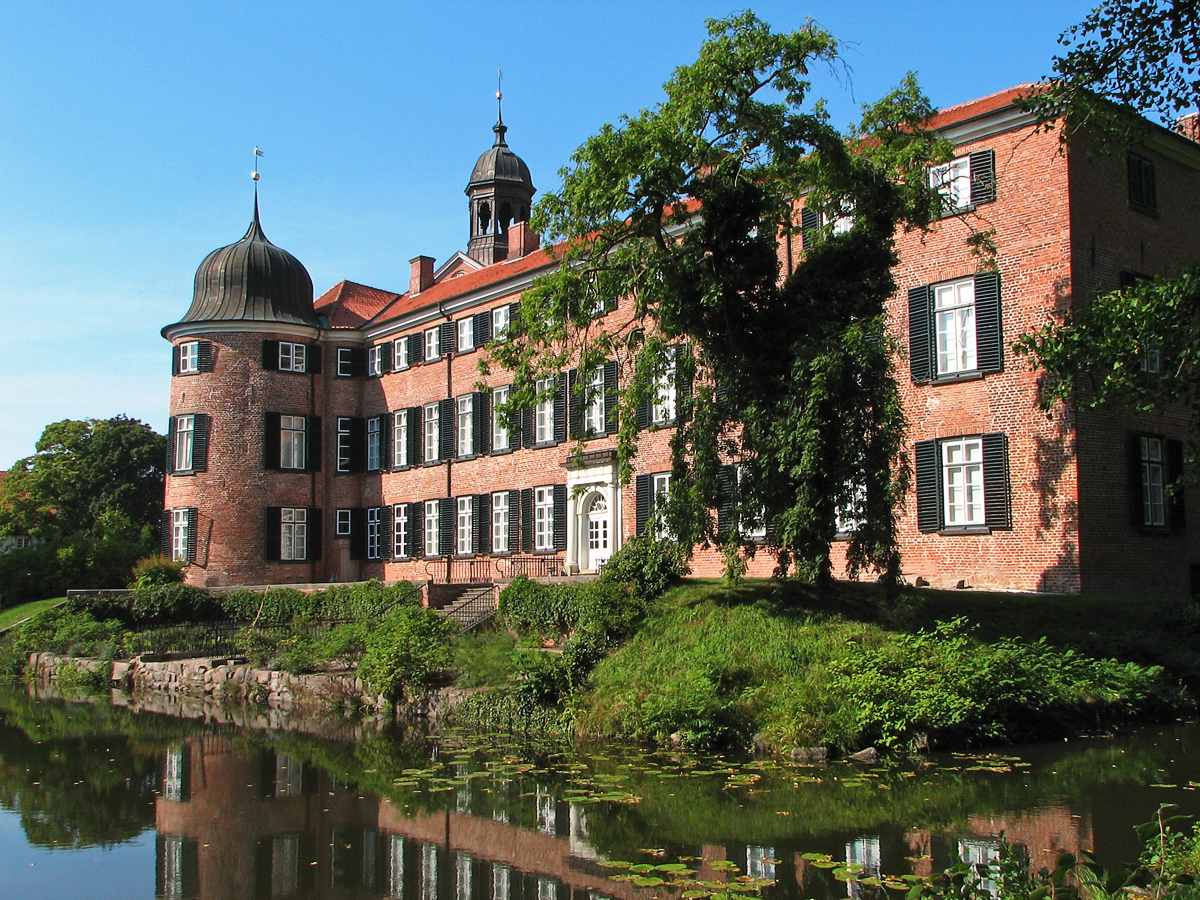
Het Kasteel van Eutin

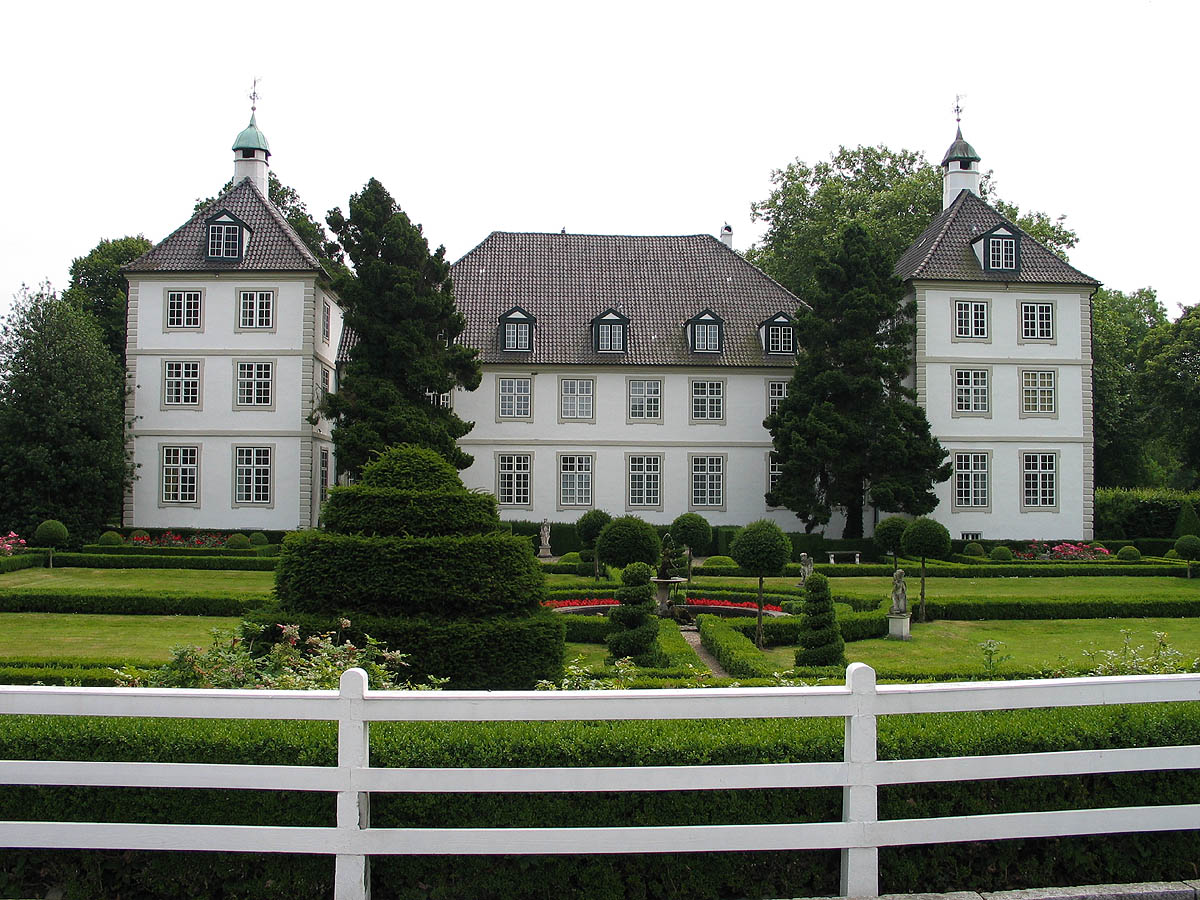
Landhuis Gut Panker

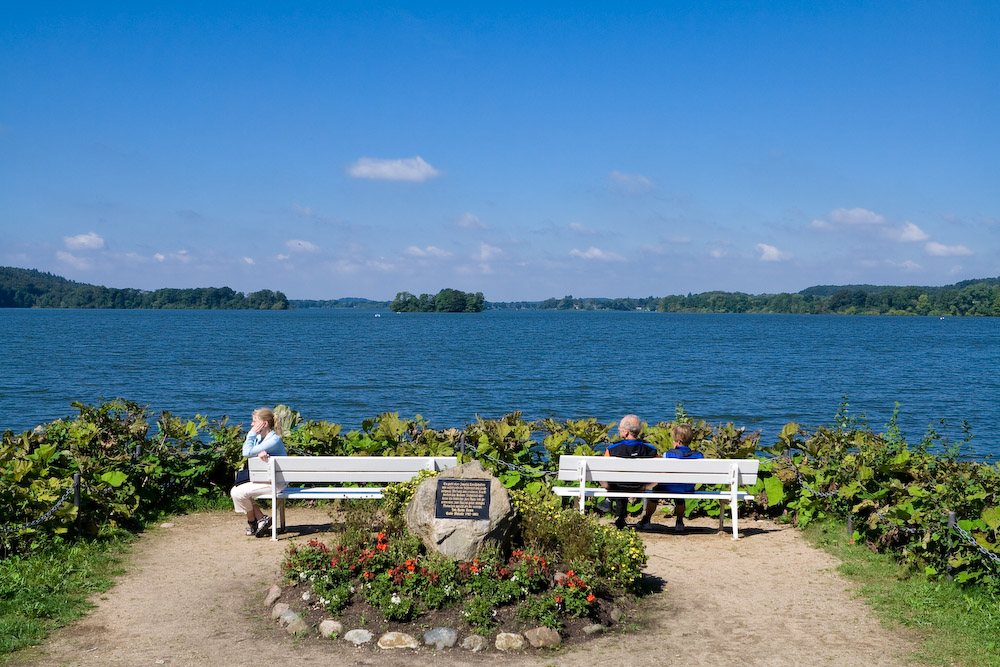
De Dieksee

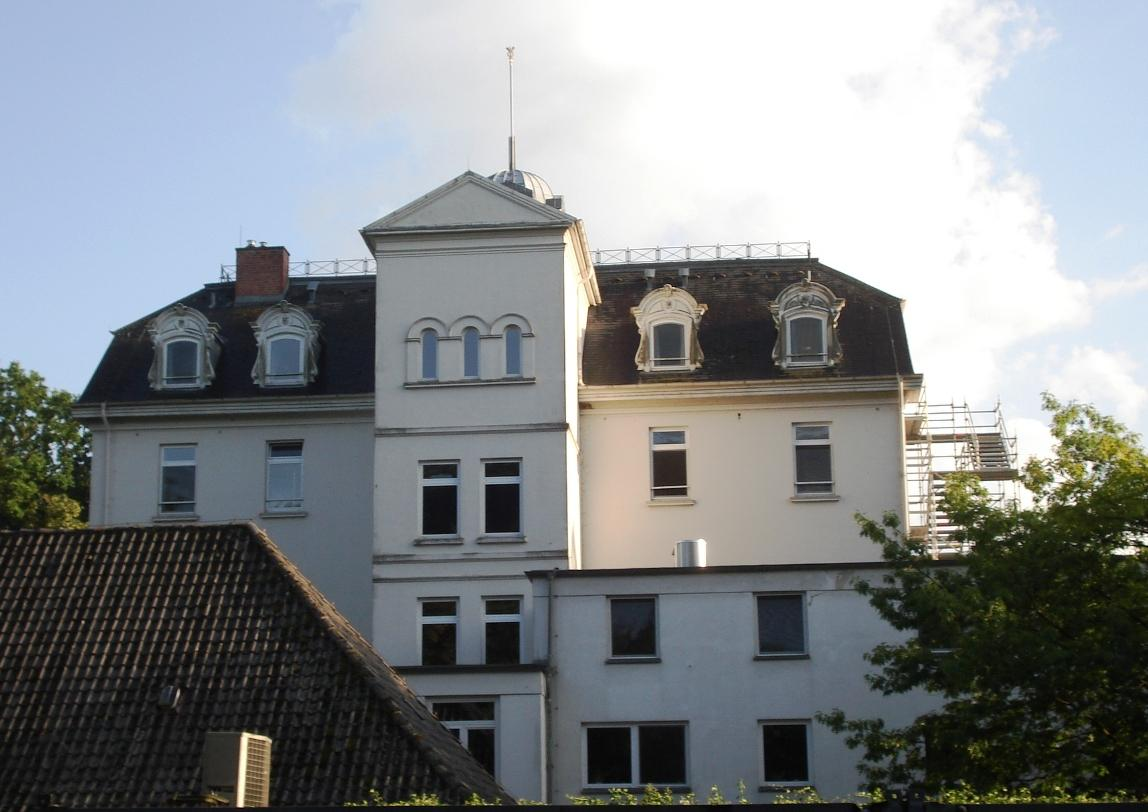
Het voormalig "Hotel Holsteinische Schweiz"

De Holsteinische Schweiz (Holsteins Zwitserland) is een heuvelachtige streek tot ca. 165 m hoog in het oosten van de deelstaat Sleeswijk-Holstein in het noorden van Duitsland, grofweg tussen de steden Kiel en Lübeck . Zij wordt gekenmerkt door een lappendeken van heuvels, bossen, meren en met hagen omheinde akkerlanden. Het is een erkend natuurpark en een belangrijke binnenlandse toeristische bestemming in Noord-Duitsland.

## Geografie
Deze streek heeft geen exact gedefinieerde grenzen, maar valt ongeveer samen met de districten Ostholstein en Plön, en reikt aan de noordzijde tot aan de Oostzeekust. De belangrijkste plaatsen zijn Bad Malente-Gremsmühlen, Lütjenburg, Oldenburg in Holstein, Preetz, Eutin en Plön.
De streek heeft een aantrekkelijk gevarieerd landschap, hoofdzakelijk gevormd tijdens de laatste ijstijd: vele heuvels zijn van oorsprong morenen en de meren zijn vaak restanten van gletsjererosie.
Het hoogste punt is de Bungsberg nabij Schönwalde, met een hoogte van 168 meter en met de enige skilift van Sleeswijk-Holstein.
De twee rivieren in het gebied zijn de Schwentine en de Kossau.

## Naam
De naam, Holsteinische Schweiz (Holsteins Zwitserland), ontstond in de 19e eeuw, toen Zwitserland een heel populaire bestemming was voor de rijkere klasse. Andere streken die zich op enige vorm van gelijkenis konden beroepen voegden de benaming Zwitserland toe om een aantrekkelijker imago te krijgen. (zie bijvoorbeeld ook de Suisse Luxembourgoise)
Op 20 mei 1885 opende Johannes Janus een hotel met de naam Hotel Holsteinische Schweiz in Malente op de oever van de Kellersee dat zeer populair werd. De naam werd dan uitgebreid naar het nabijgelegen station en uiteindelijk naar de gehele streek.

## Geschiedenis
De streek is al duizenden jaren bewoond. In de vroege middeleeuwen werd de streek bezet door de Sorben. Sporen daarvan zijn onder andere terug te vinden in Oldenburg. Zij zijn ook de stichters van Plön en Eutin.
Vanaf de 9e eeuw behoorde de streek tot het Karolingische Rijk.
In de late middeleeuwen ontstonden kleine steden en de plaatselijke edellieden (Landadel) vergrootten en versterkten hun landhuizen. Die landhuizen vormen de oorsprong van de recentere aristocratische landgoederen (Adliges Güter) die landschap en economie beheersten van de 16e tot de 20e eeuw. Plön and Eutin werden de residentiële vestigingen van takken van het Huis Oldenburg.
Sommige van die landgoederen werden ook centra van cultuur. Om die reden werd Eutin bij het begin van de 19e eeuw beschreven als "Weimar van het Noorden". Tot midden 19e eeuw werd de streek gedomineerd door Denemarken aanvankelijk als leen, later geïntegreerd in het Koninkrijk Denemarken.
In 1867 werd de streek - zoals de rest van Holstein - overgeheveld naar Pruisen.

## Meren
Meren volgens oppervlakte:
- Großer Plöner See 3000 ha
- Tresdorfer See 1110 ha
- Kellersee 560 ha
- Dieksee 386 ha
- Lanker See 324 ha
- Behler See 277 ha
- Postsee 276 ha
- Kleiner Plöner See 239 ha
- Großer Eutiner See 230 ha
- Stocksee 207 ha
- Trammer See 163 ha
- Suhrer See 137 ha
- Schluensee 127 ha
- Schöhsee 78 ha
- Süseler See 77 ha
- Seedorfer See 76 ha
- Sibbersdorfer See 55 ha
- Stendorfer See 54 ha
- Seekamper See 45 ha
- Kleiner Eutiner See 37 ha
- Ukleisee 32 ha
- Kronsee 23 ha